# مامالان
مامالان یک روستا در ایران است که در دهستان گیلوان واقع شده‌است. مامالان ۴۲۹ نفر جمعیت دارد.